# Liste des mascottes de la National Basketball Association
Ce qui suit est une liste des mascottes de la National Basketball Association de chaque équipe :
Deux mascottes, Go le gorille et Rocky le lion des montagnes, ont été classées respectivement quatrième et neuvième dans le top 10 des mascottes sportives d'AskMen.com.

## Franchises sans mascottes
Les équipes suivantes n'ont pas de mascotte :
- Nets de Brooklyn
- Warriors de Golden State
- Lakers de Los Angeles
- Knicks de New York

## Les mascottes de la NBA
La liste suivante reprend l'ensemble des mascottes de la NBA par équipe.

#### Harry the Hawk

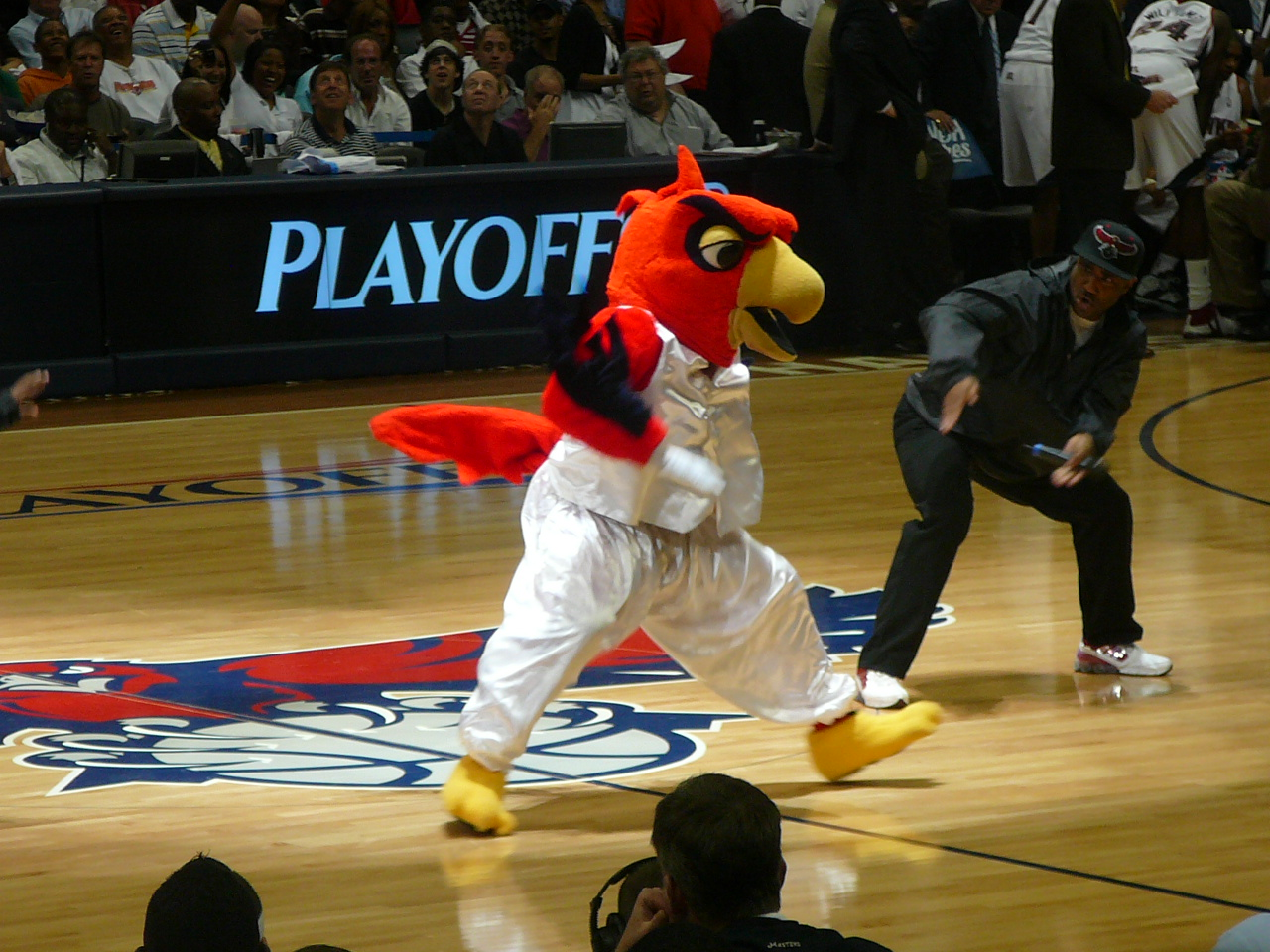
Harry en mai 2008

#### Moondog

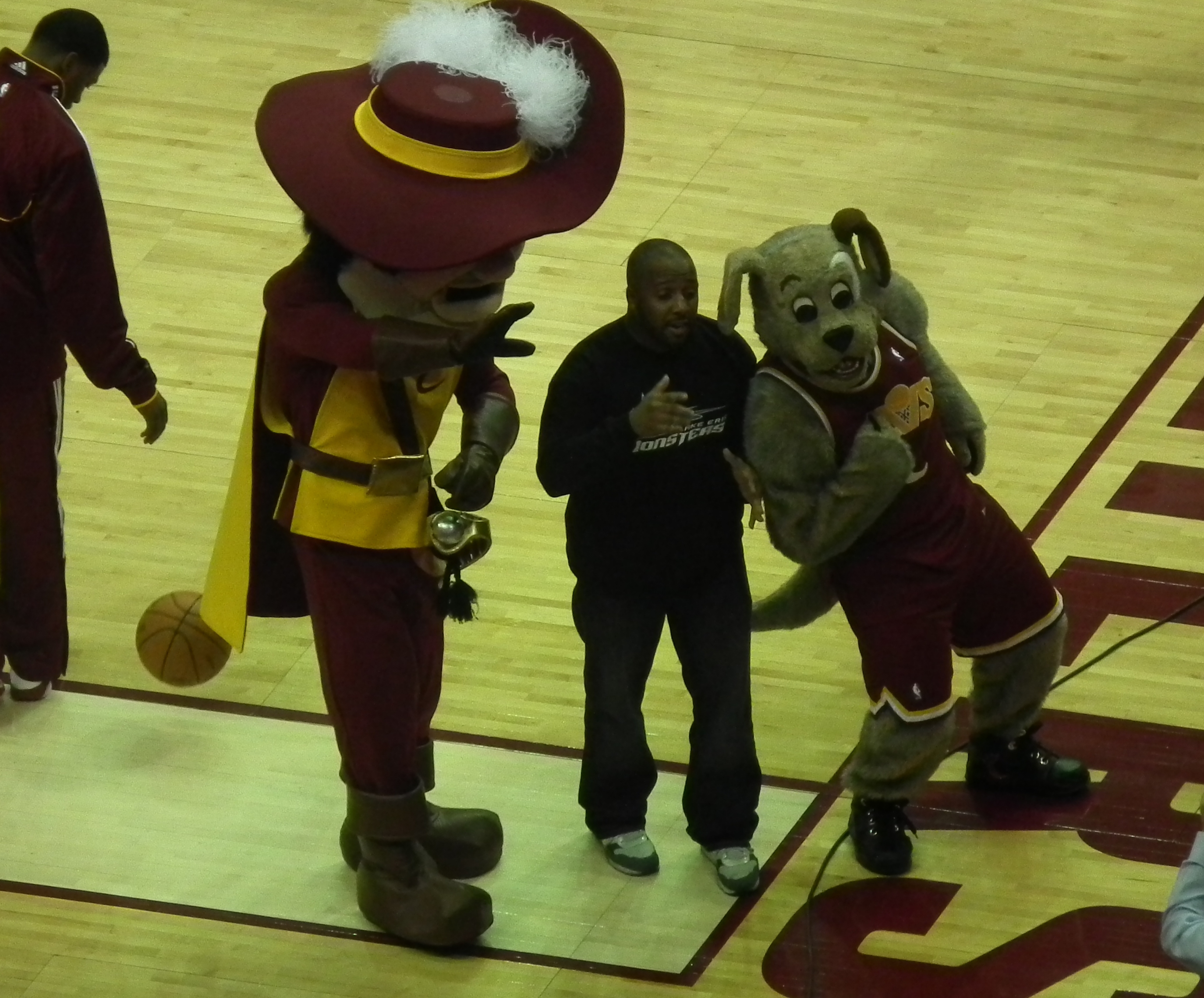
Sir CC et Moondog en janvier 2011

#### Rocky the Mountain Lion

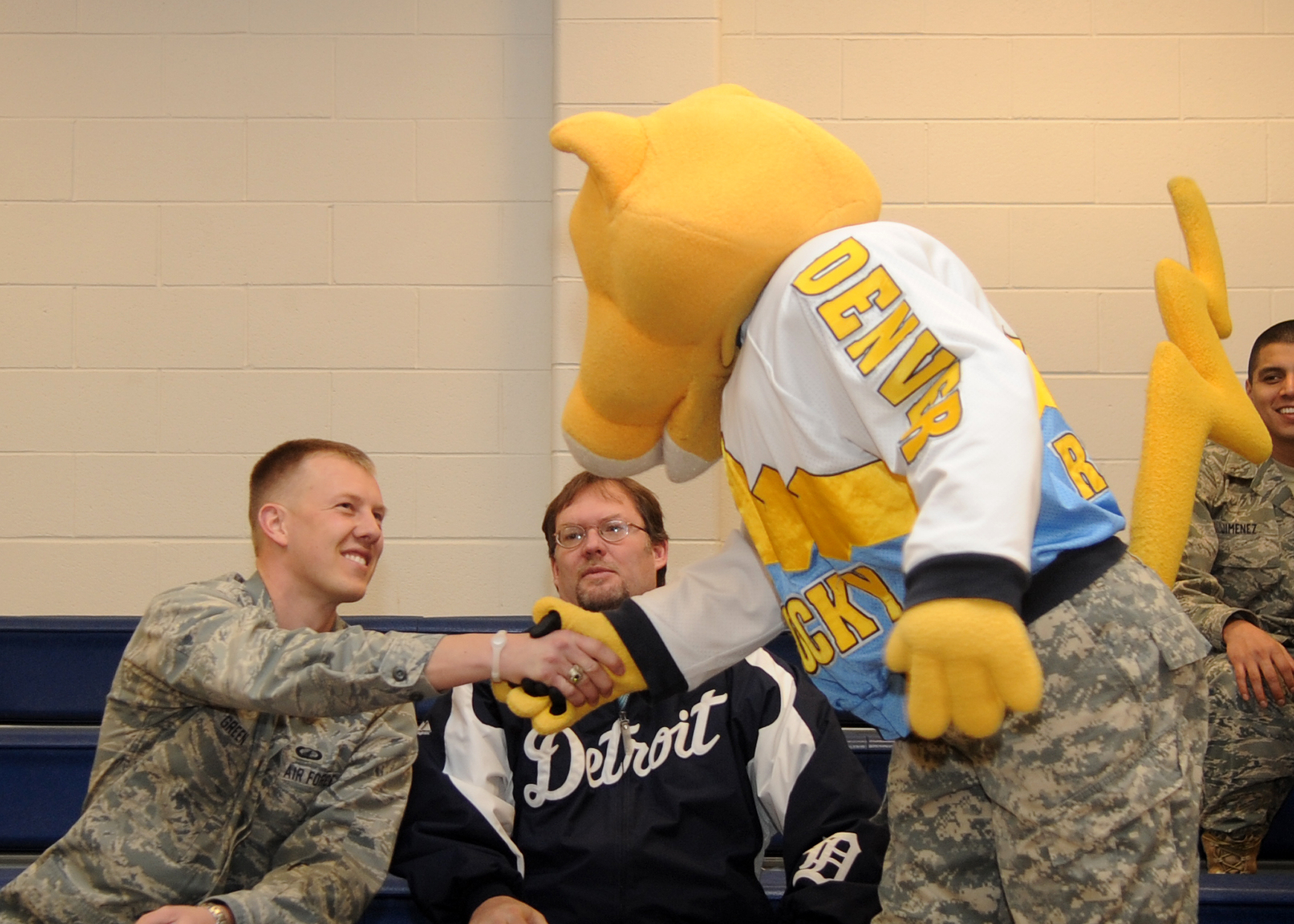
Rocky en février 2011

### Hornets de Charlotte

#### Hugo the Hornet

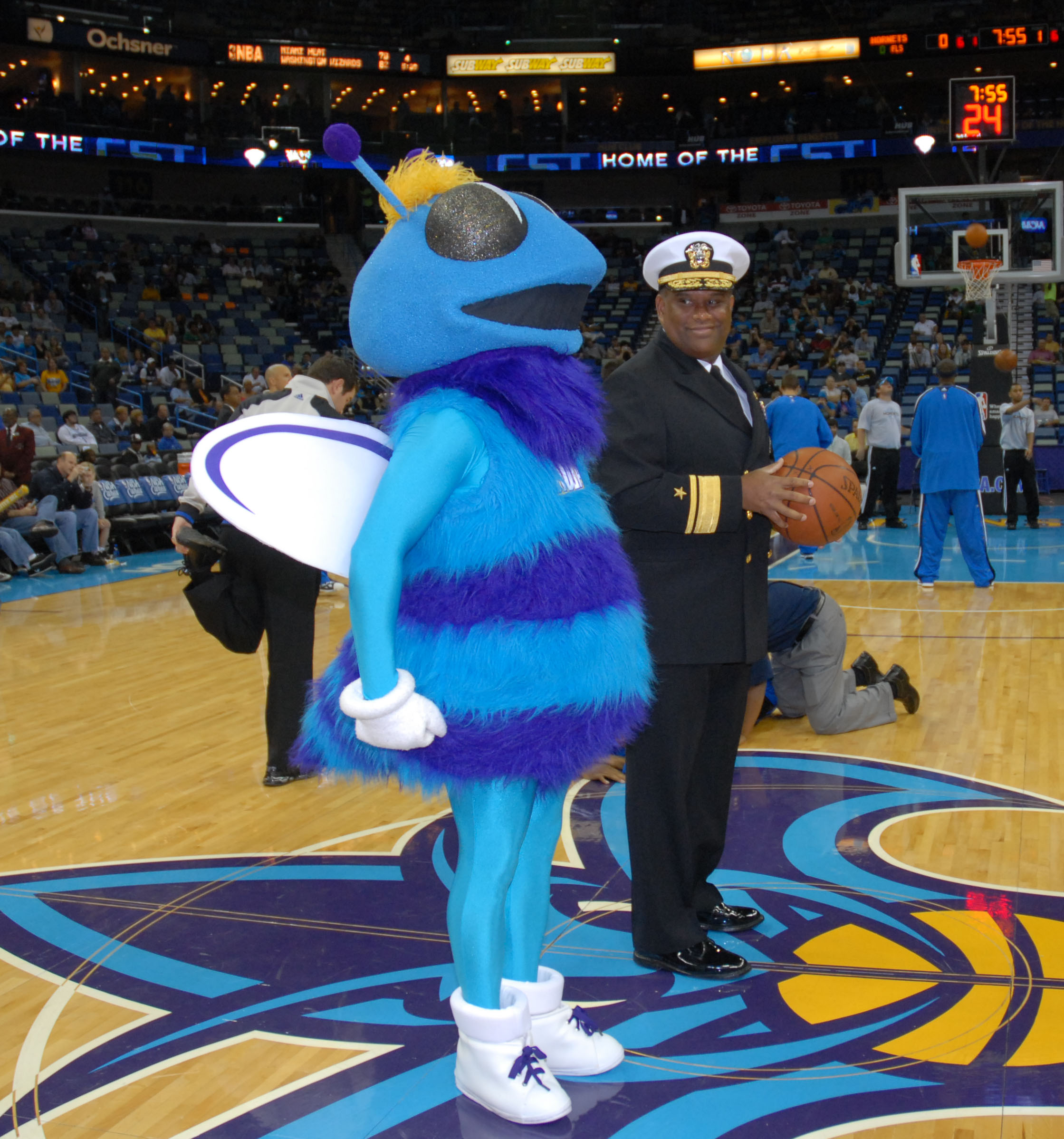
Hugo en novembre 2009

Hugo est conçu par Cheryl Henson, fille de Jim Henson. La mascotte a été créée en 1988, un an avant que l'ouragan Hugo ne frappe les Carolines.

### Bulls de Chicago

#### Benny the Bull

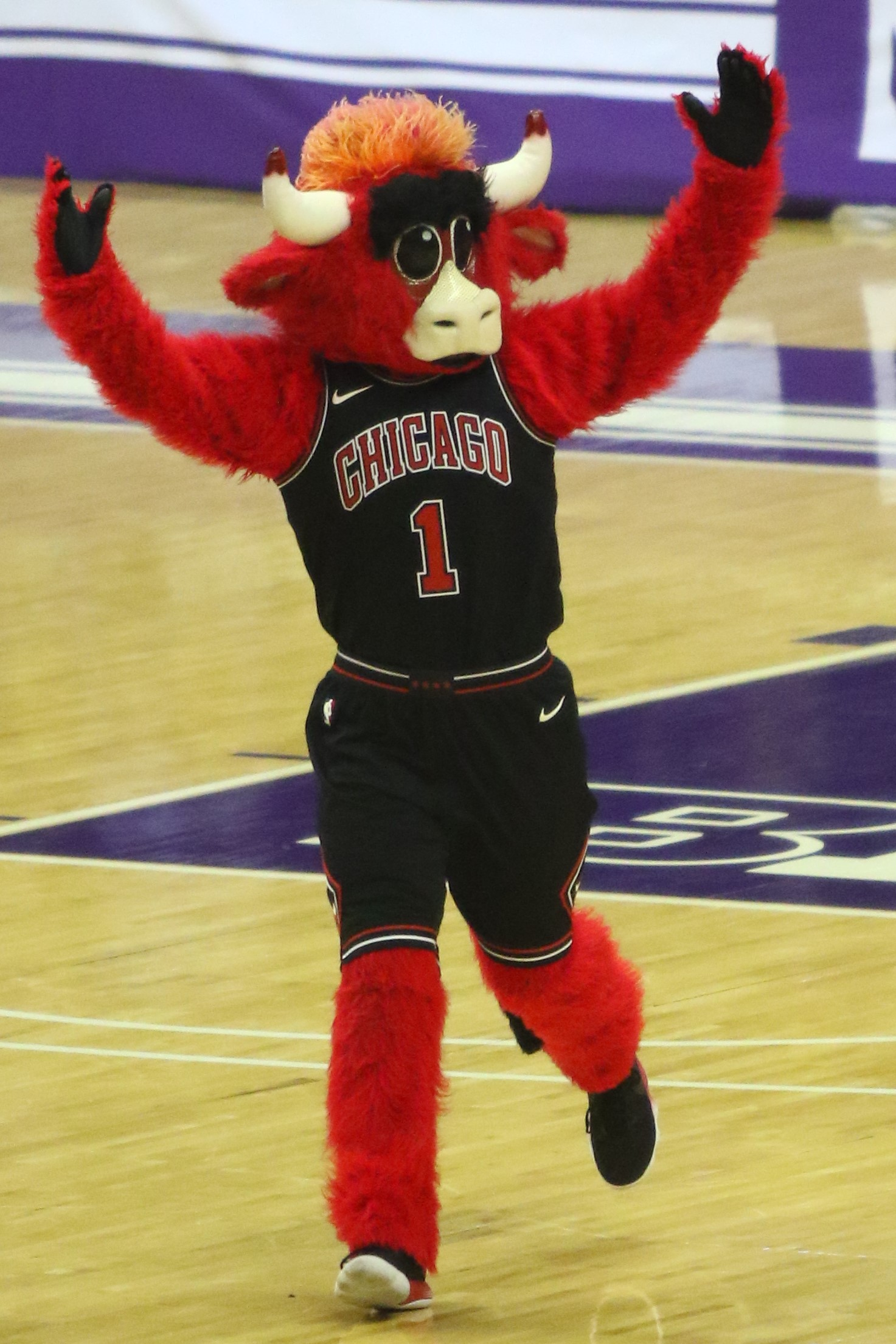
Benny the Bull en février 2018

Benny the Bull, communément appelé Benny, a le rôle de mascotte depuis 1969.

### Pistons de Détroit

#### Hooper

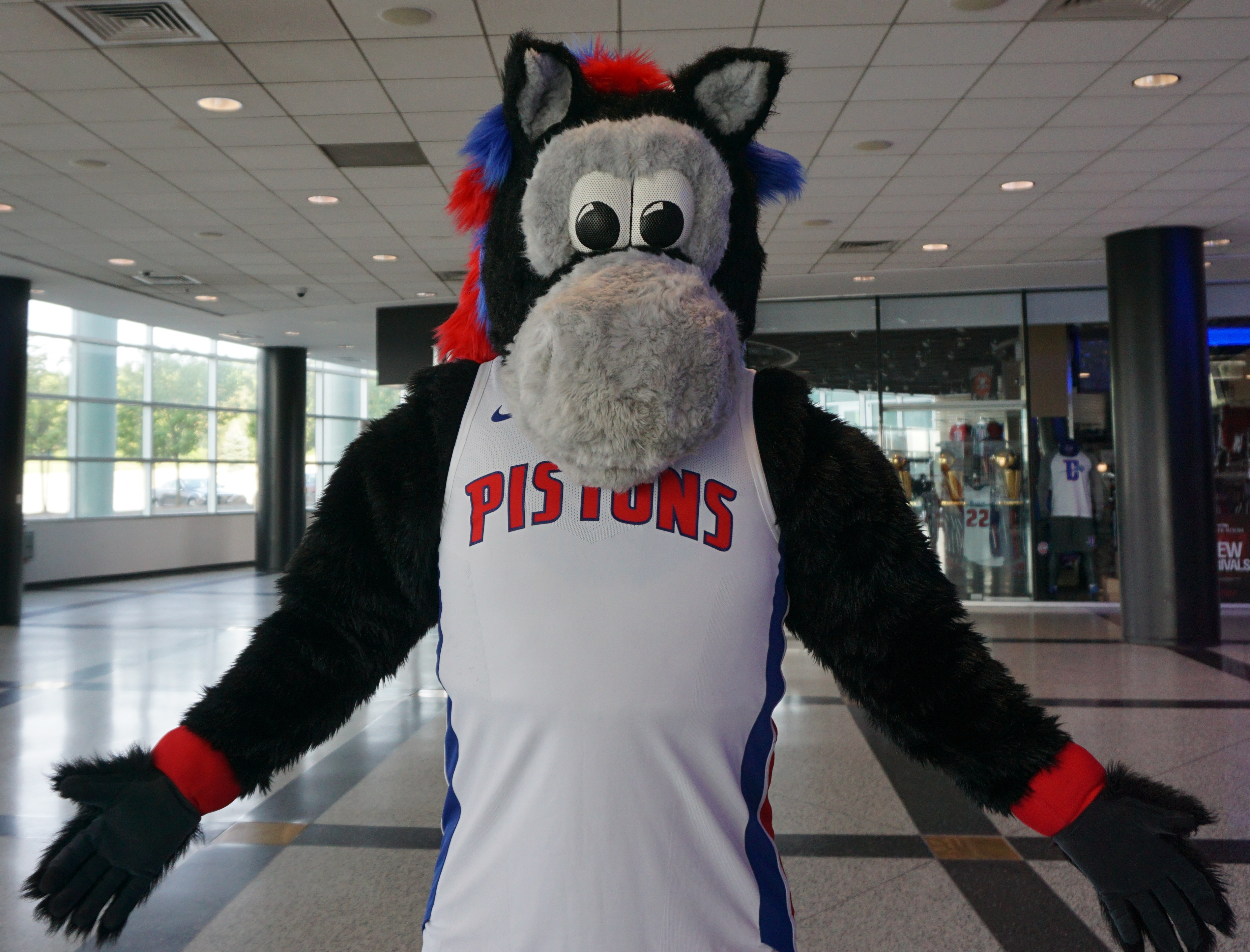
Hooper en aout 2017

Hooper est la mascotte des Pistons. Il représente un cheval anthropomorphique portant un maillot des Pistons. Le symbole est que, comme les Pistons dont il porte le nom, l'équipe produit de la puissance. Hooper a rejoint l'équipe le 1er novembre 1996, en remplacement de Sir Slam A Lot.

### Rockets de Houston

#### Clutch the Bear

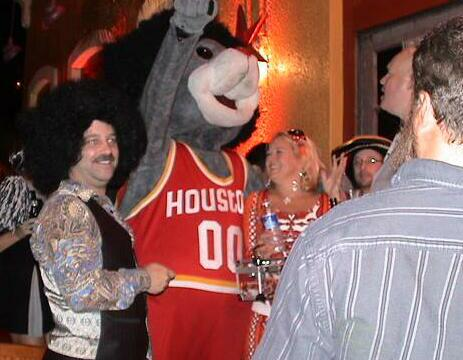
Harry en avril 2007

Le surnom informel « Clutch City » a été donné à Houston, après que les Rockets ont remporté leur premier titre NBA lors de la saison 1993-1994. Ce surnom a été adopté en réponse à un titre de la une du Houston Chronicle qualifiant Houston de « Choke City » après avoir laissé filer une avance de 20 points plus tôt dans la saison. Le concepteur de personnages Tom Sapp de Real Characters, Inc. a créé la mascotte de l'ours, nommée à juste titre « Clutch », qui a été présentée le 14 mars 1995.

### Pacers de l'Indiana

#### Boomer

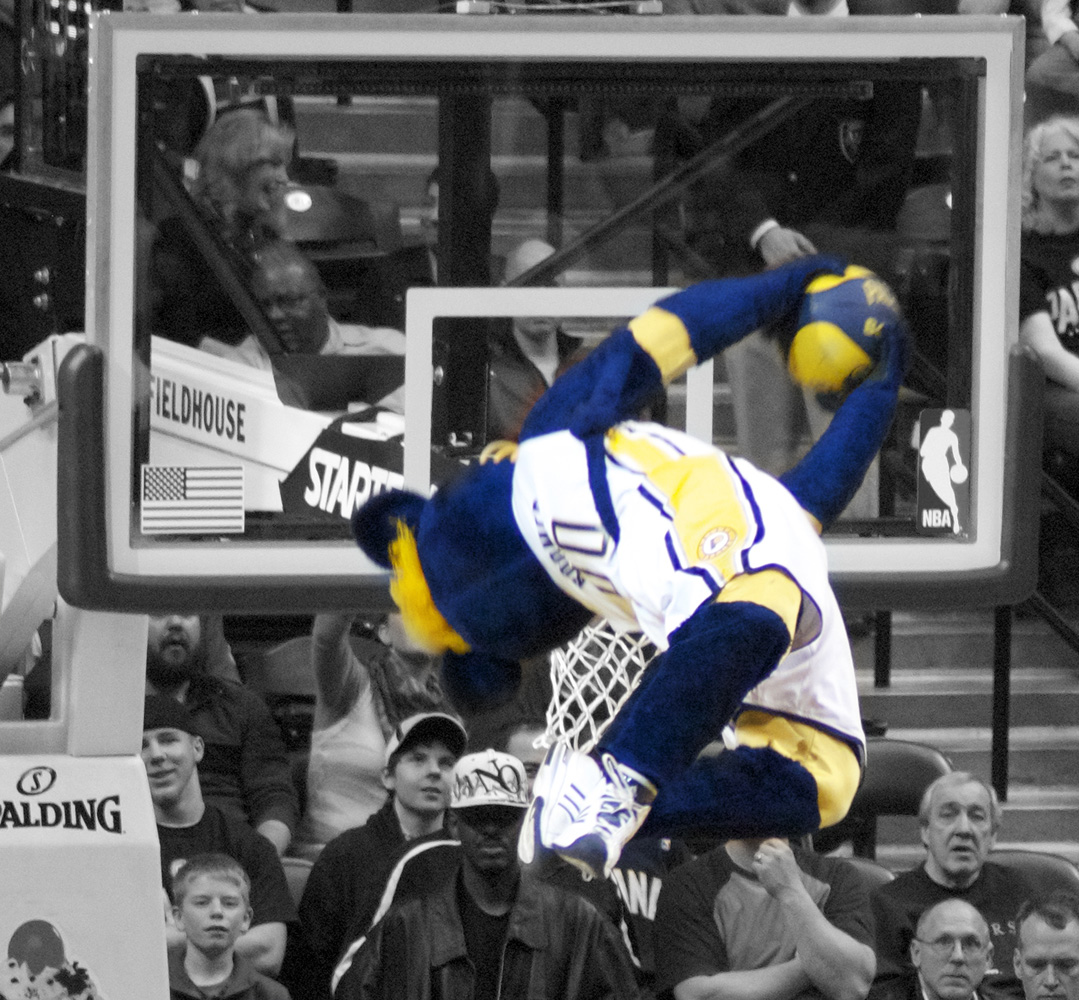
Boomer en février 2011

Boomer est un chat énergique d'1,80 m (6 pieds), parfois surnommé la « panthère des Pacers », qui effectue des dunks et des pas de danse vertigineux, en plus d'enflammer le public des matchs. Portant le maillot no 00 des Pacers, il est l'une des mascottes les plus accomplies de la NBA, ayant été sélectionné pour plusieurs All-Star Games, dont celui de 2024 à Indianapolis. Boomer a été présenté avant le début de la saison NBA 1991.

#### Mini Boomer
La mascotte est une version plus petite et plus jeune de Boomer, probablement sa « progéniture », qui joue avec lui lors de certains matchs.

#### Chuck the Condor

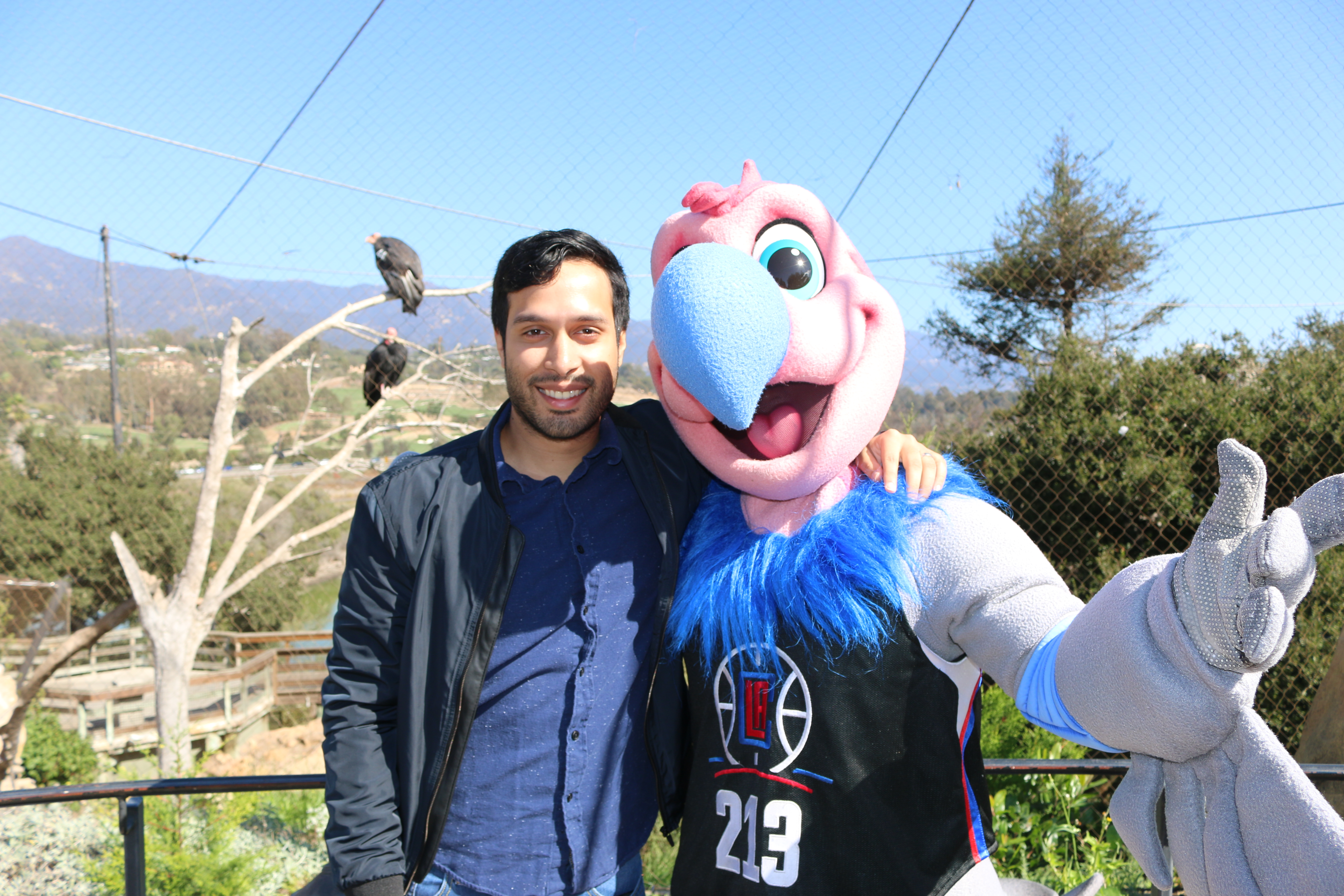
Chuck en novembre 2013

### Heat de Miami

#### Burnie
Burnie est une représentation anthropomorphique et brute de la boule de feu figurant sur le logo de l'équipe.

#### Bango the Buck

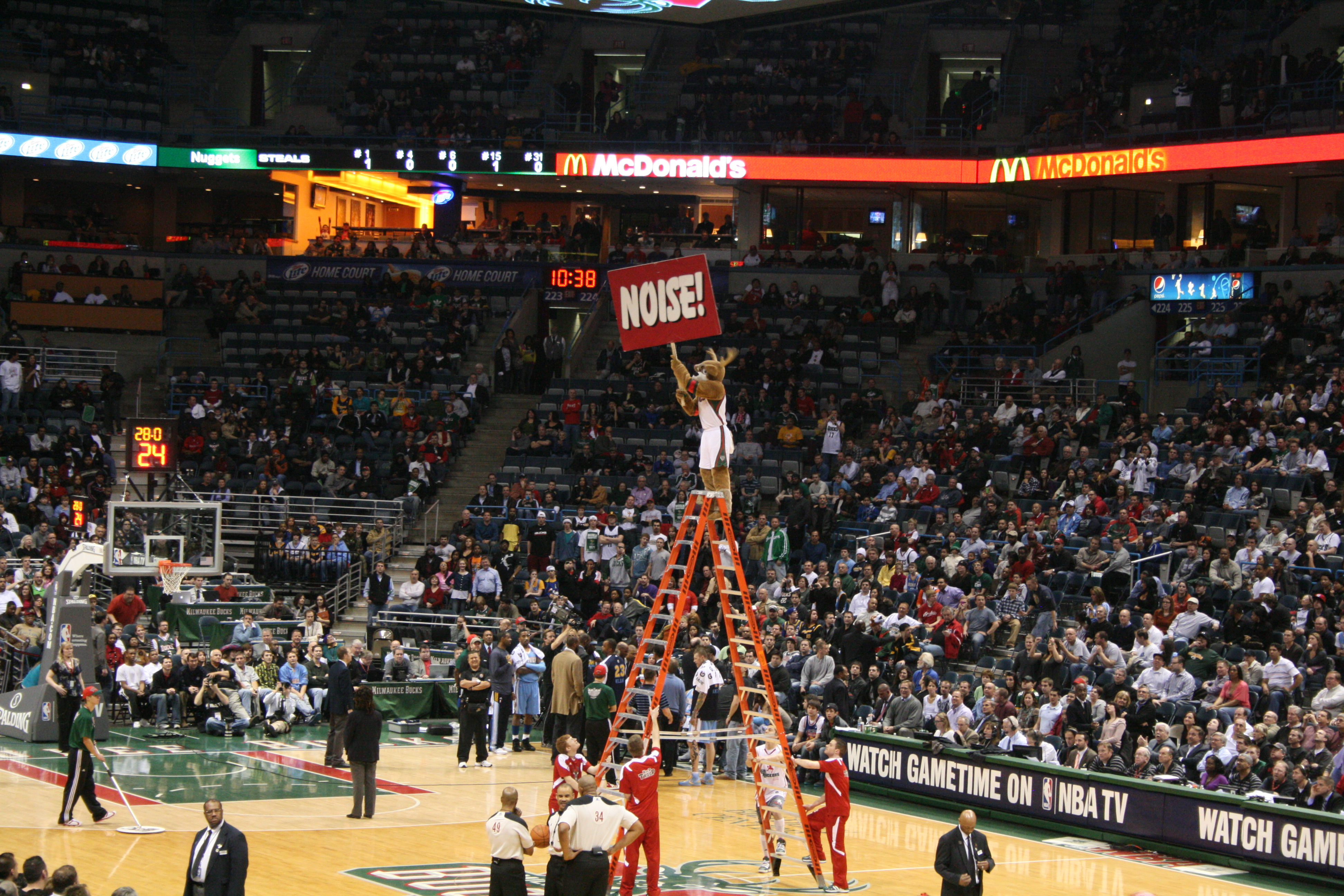
Harry en février 2011

#### Crunch the Wolf

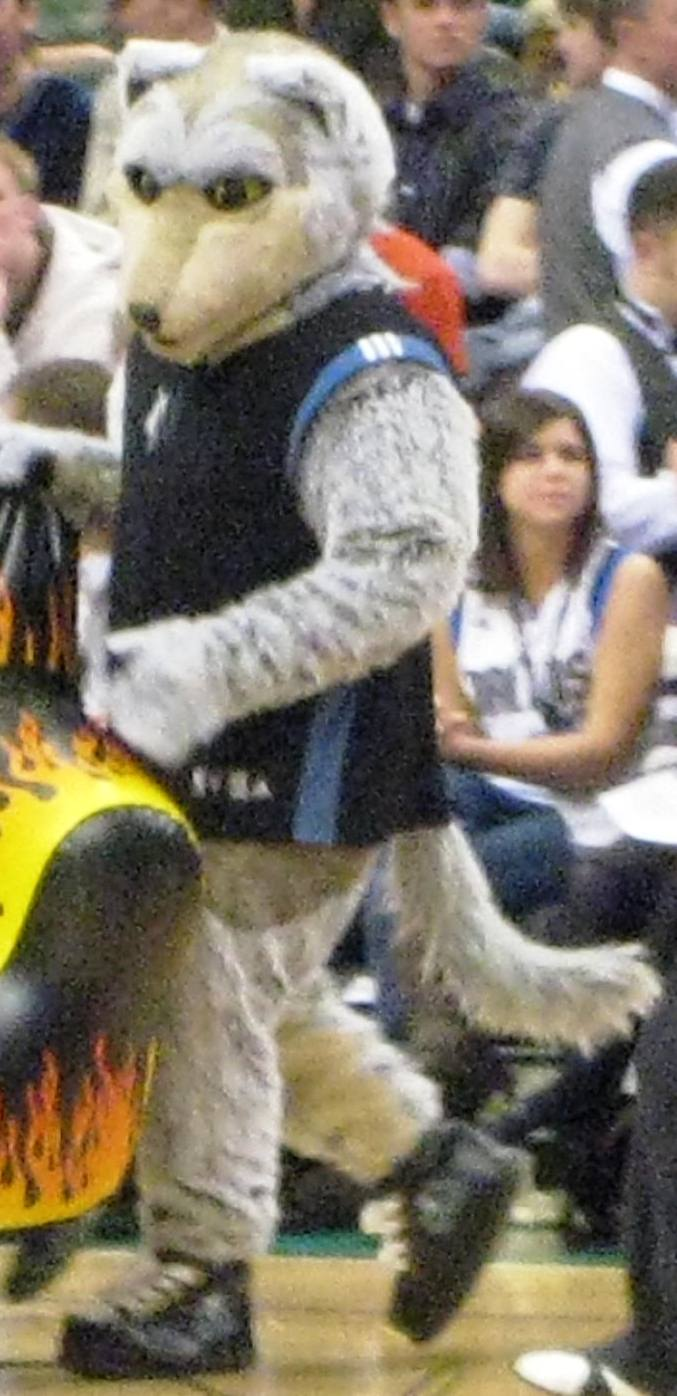
Crunch en avril 2007

#### Pierre the Pelican

Pierre en janvier 2019

#### Stuff the magic dragon

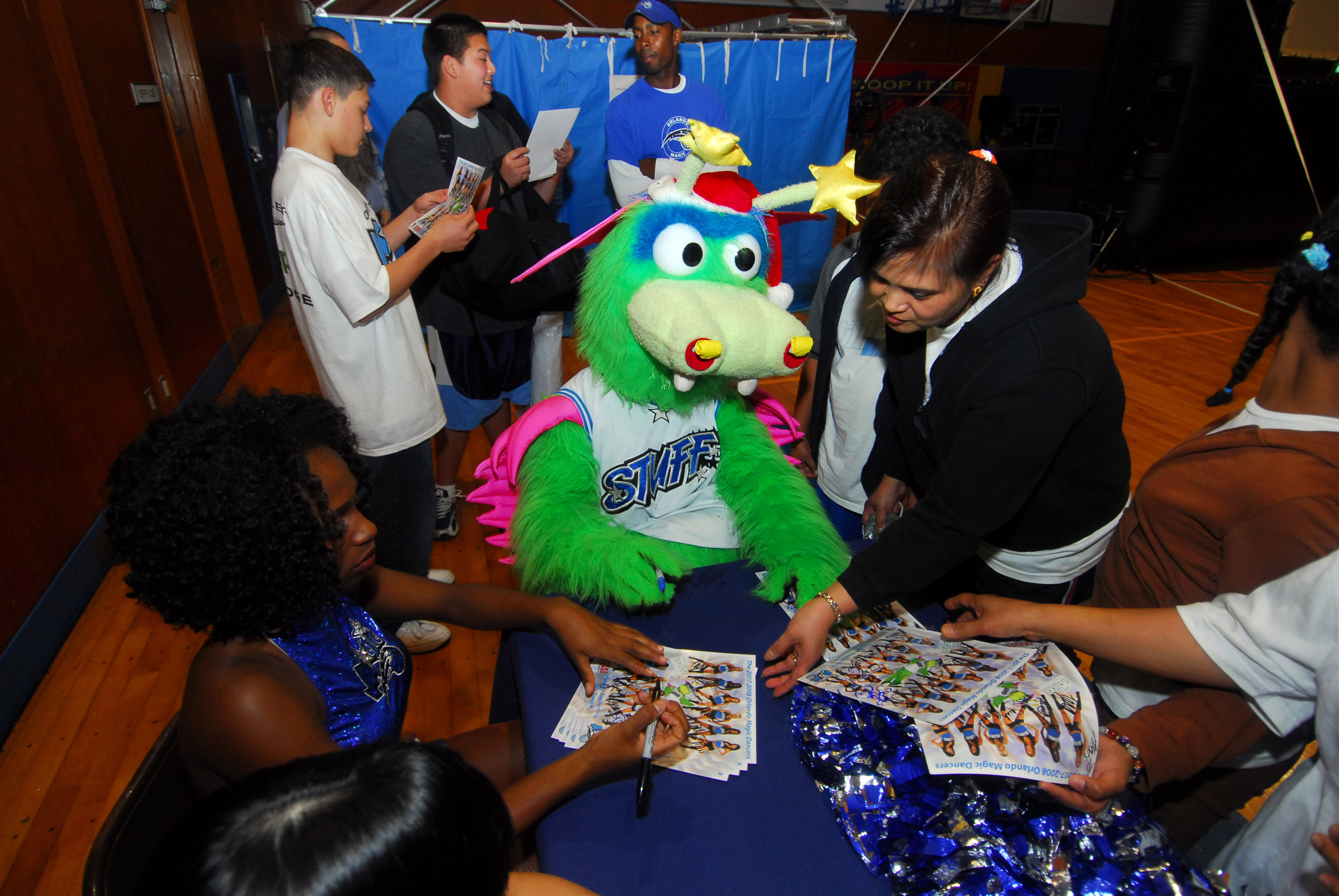
Stuff en novembre 2007

#### The Raptor

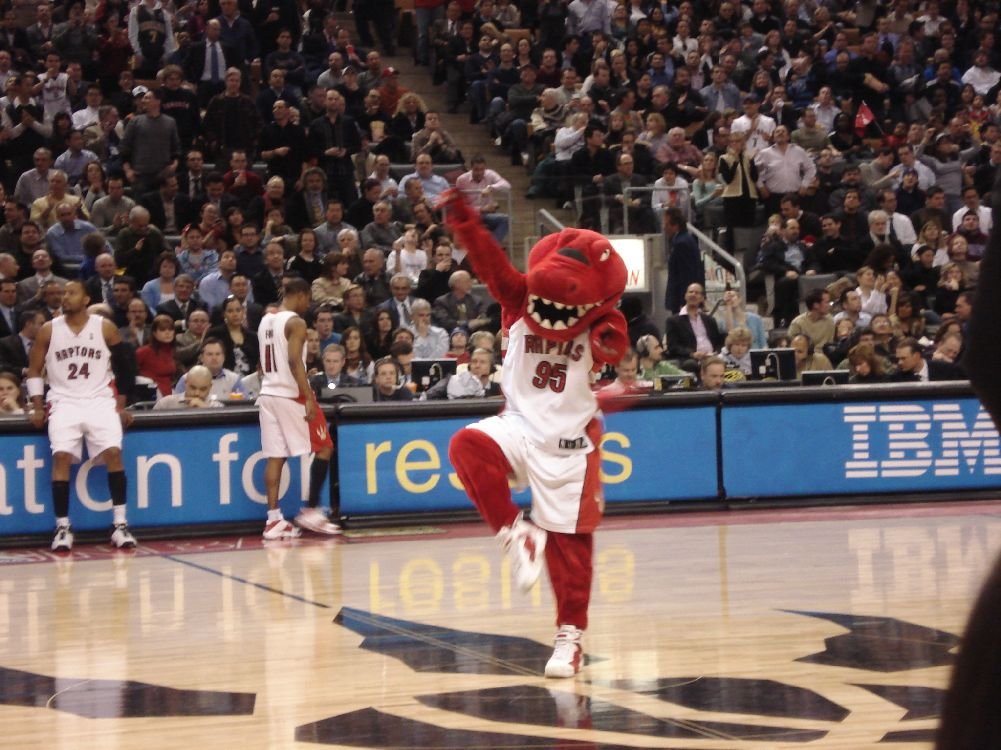
Raptor en avril 2007

#### G-Wiz

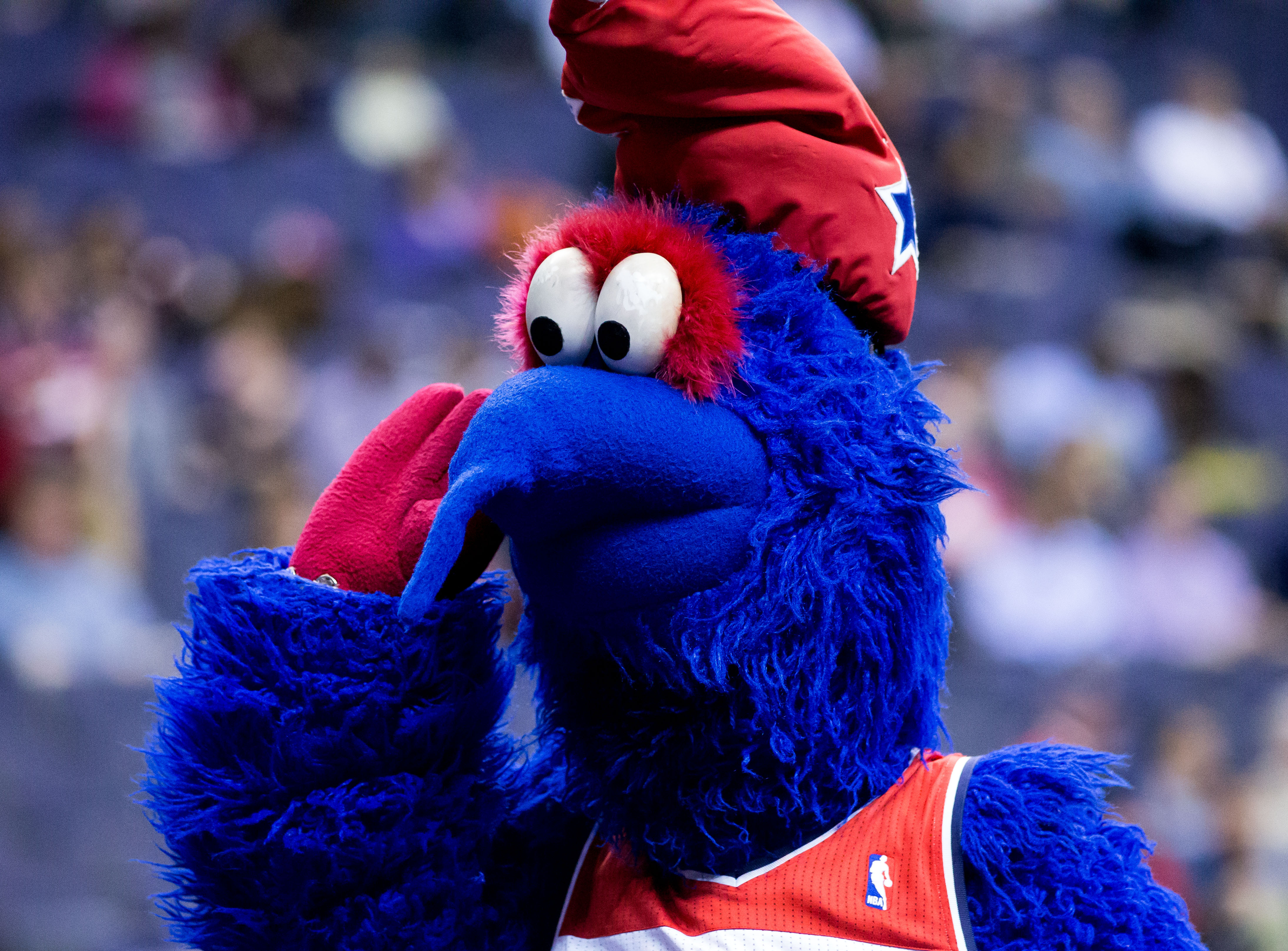
G-Wiz en février 2013

#### Rufus D. Lynx

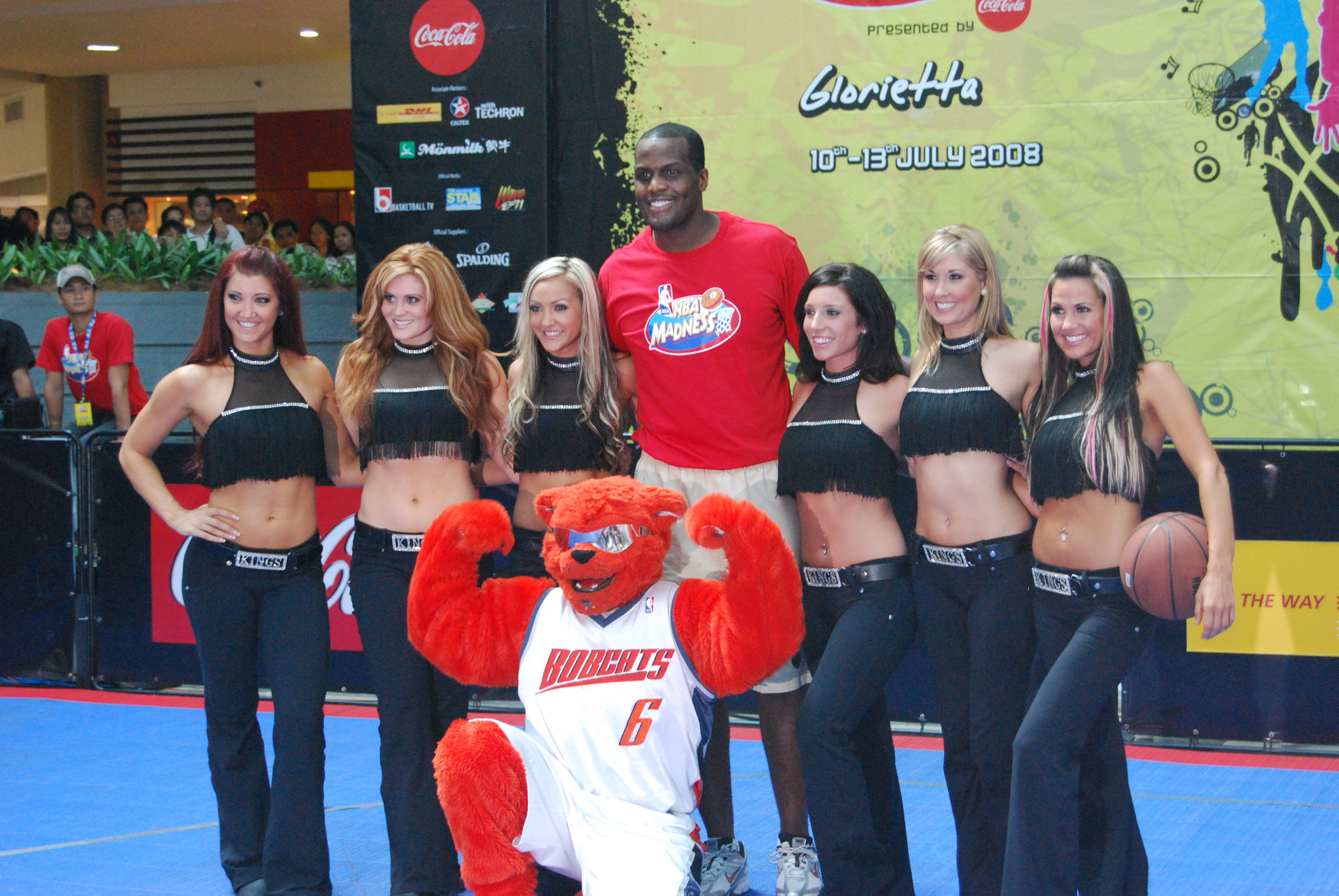
Rufus en juillet 2008

### Thunder d'Oklahoma City

#### Rumble the bison

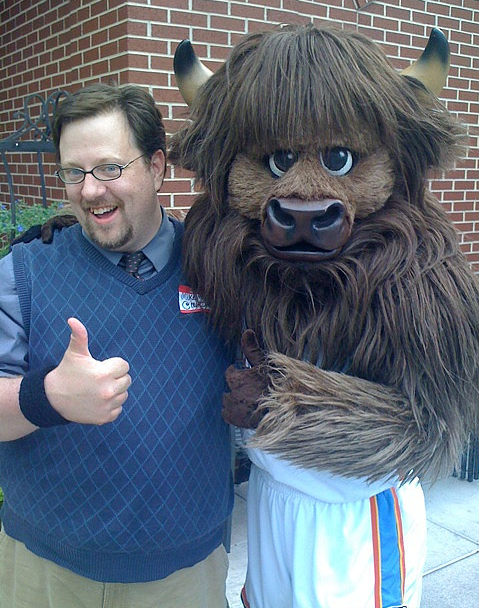
Rumble en septembre 2009

C'est un bison anthropomorphe dont le nom dérive du bruit du tonnerre. Rumble a fait ses débuts le 17 février 2009, lors du spectacle de mi-temps du match du Thunder contre les Hornets de la Nouvelle-Orléans.

### Kings de Sacramento

#### Slamson the Lion

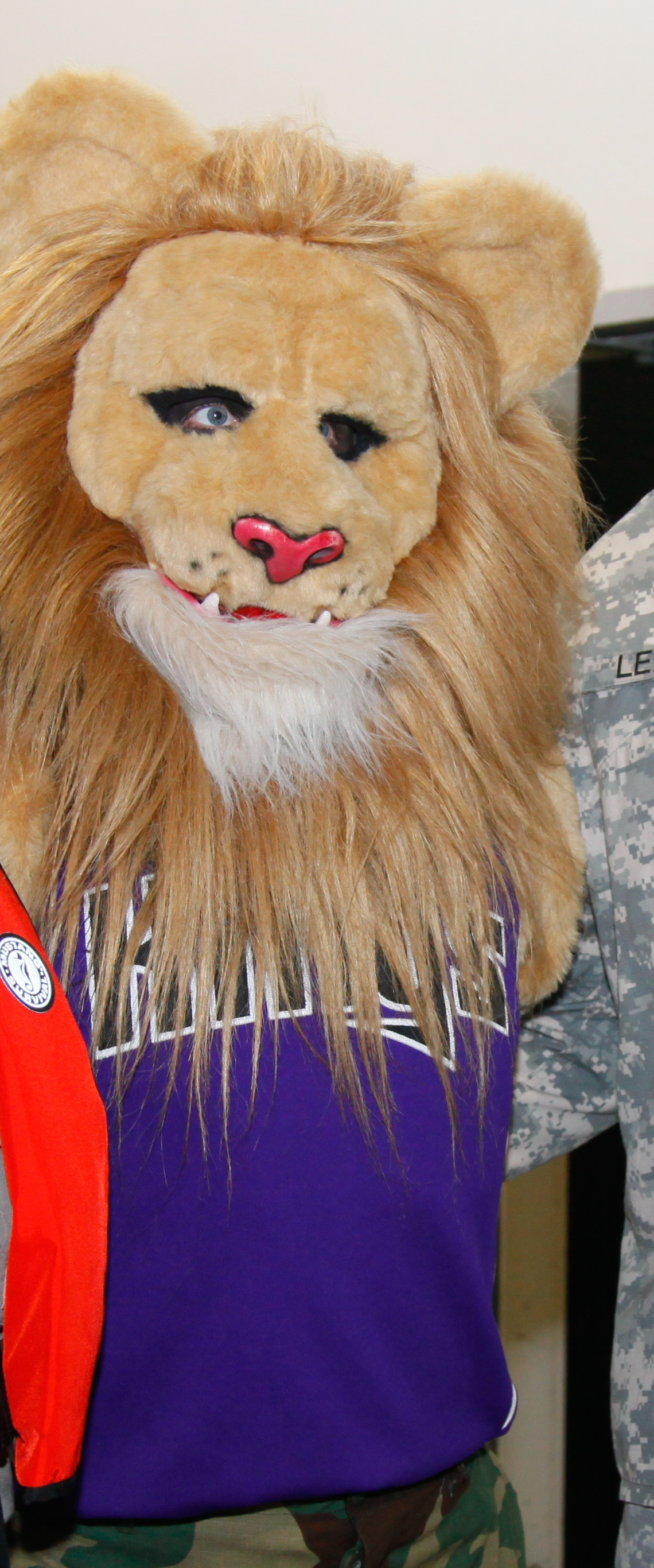
Slamson en avril 2019

Depuis la saison 1997-1998, la mascotte officielle des Kings est Slamson le Lion. Auparavant, la mascotte était « The Gorilla ».

### Spurs de San Antonio

#### Coyote

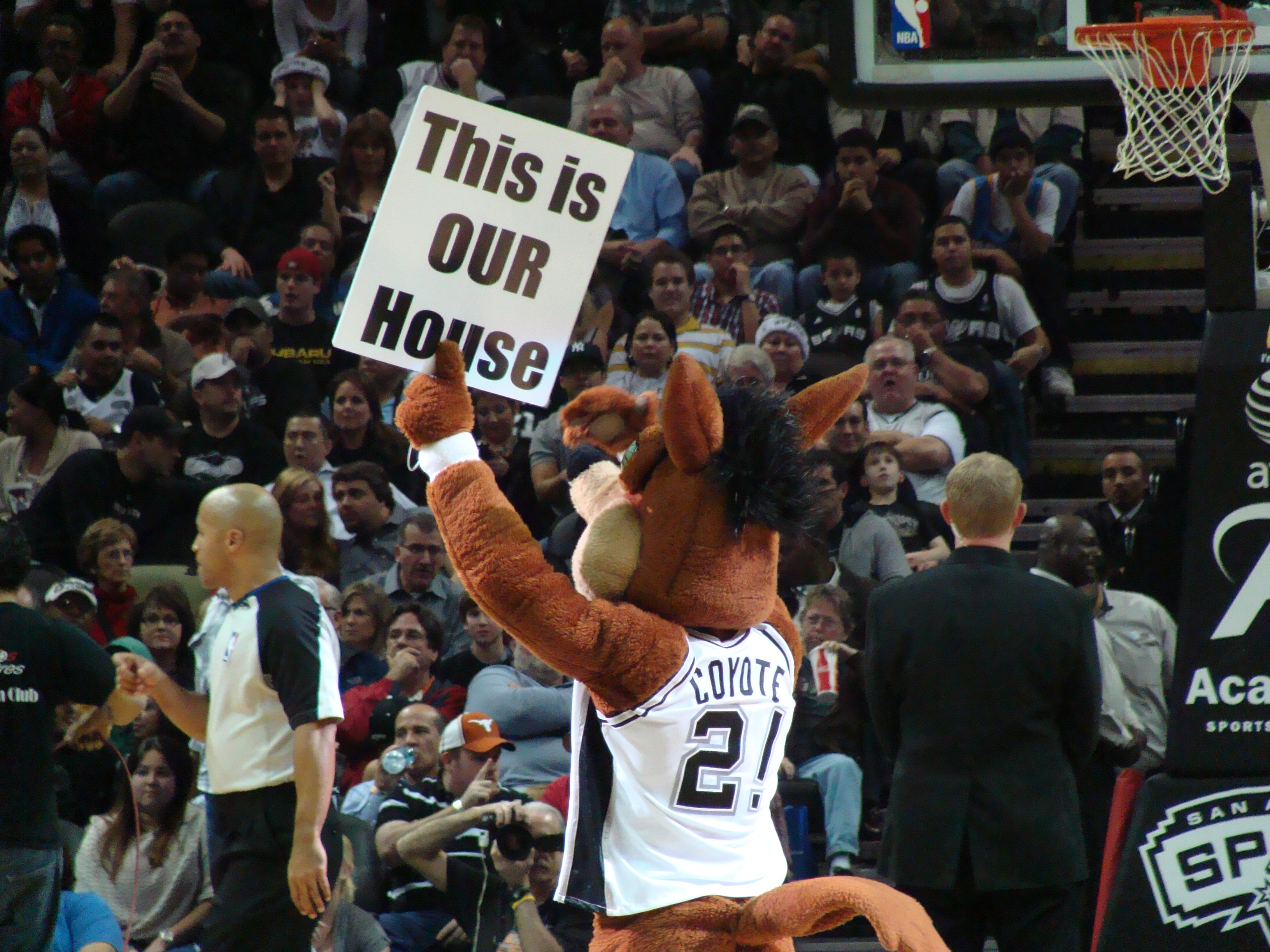
Coyote en décembre 2010

Présentée pour la première fois en 1983, la mascotte a été intronisée au Temple de la renommée des mascottes en 2007.

### Jazz de l'Utah

#### Jazz Bear

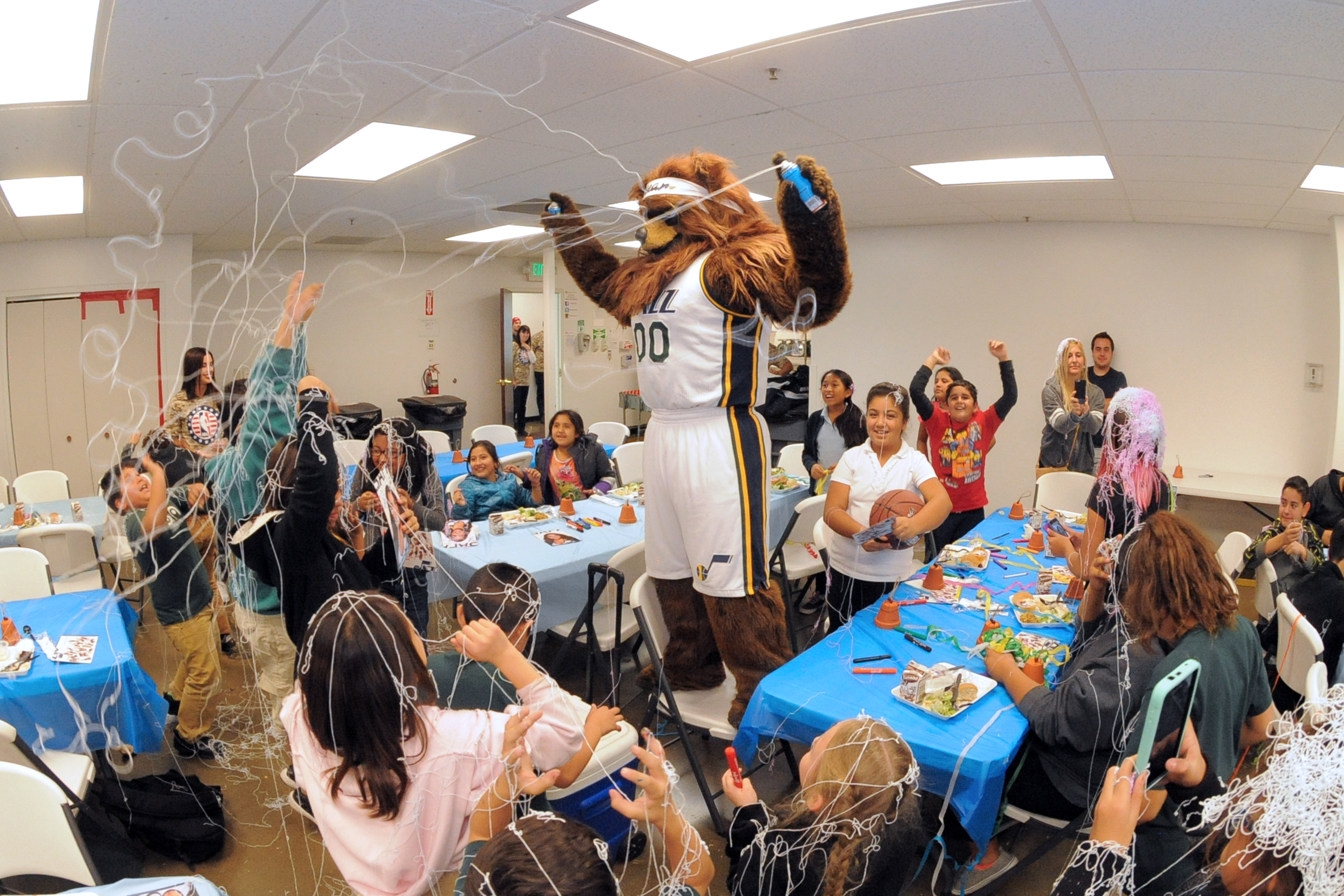
Jazz Bear en novembre 2015

Jazz Bear a été introduit dans la ligue le 4 novembre 1994. Depuis, il s'est produit lors de plus de 800 matchs à domicile du Jazz, divertissant le public pendant les pauses. L'ancien gouverneur de l'Utah, Gary Herbert, a déclaré le 10 octobre 2013 « Journée Jazz Bear » en hommage à sa 20e saison en tant que mascotte du Jazz, à ses innombrables heures de service communautaire et public et à son statut de citoyen important de l'Utah. En 2006, Jazz Bear a été intronisé au Temple de la renommée des mascottes. Jazz Bear a été nommé Mascotte de l'année à cinq reprises et a remporté huit prix Mascot Leadership.

## Mascottes d'anciennes équipes

### SuperSonics de Seattle

#### Squatch

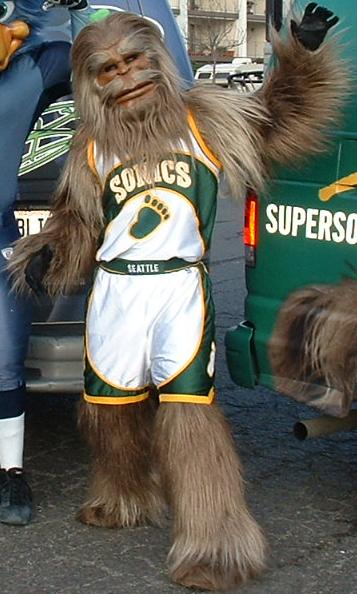
Squatch en 2005

Squatch (dérivation de Sasquatch) entre ses débuts en 1993 et le déménagement de l'équipe à Oklahoma City, en 2008, la mascotte a participé à plus de 175 évènements par an et a accompagné l'équipe jusqu'à la finale NBA de 1996.
En 2007, Chris Ballew, du groupe de rock The Presidents of the United States of America, a écrit et interprété une chanson sur la mascotte. La même année, Squatch a tenté d'établir un record du monde en sautant de 9 mètres sur des rollers, par-dessus les véhicules des joueurs NBA Ray Allen et Robert Swift.

#### The Wheedle
Le Wheedle est le personnage principal d'un livre pour enfants populaire de l'auteur Stephen Cosgrove. Il est ensuite devenu une mascotte populaire généralement associée à la ville de Seattle.